# Ordnungspolizei (Rheinland-Pfalz)
Die Ordnungspolizei in Rheinland-Pfalz war eine Ordnungseinheit.
In der Nachkriegszeit wurde in Rheinland-Pfalz in Orten mit mehr als 10.000 Einwohnern (nicht verpflichtend auch ab 5.000 Einwohnern) eine staatliche Polizeiverwaltung, bestehend aus Verwaltungspolizei, Ordnungspolizei und Kriminalpolizei, eingerichtet. Die Ordnungspolizei entsprach der Schutzpolizei in anderen Ländern. Im Jahr 1973 wurden Ordnungspolizei und Gendarmerie zur Schutzpolizei zusammengelegt.
→ Siehe auch: Polizei Rheinland-Pfalz